# くらもちふさこ
くらもち ふさこ（本名：倉持 房子、1955年〈昭和30年〉5月14日 - ）は、日本の漫画家。東京都渋谷区出身。武蔵野美術大学中退。
1972年、『別冊マーガレット』（集英社）に掲載された『メガネちゃんのひとりごと』でデビュー。代表作に『いつもポケットにショパン』、『天然コケッコー』、『花に染む』などがある。愛称はふーちゃん。

## 作家活動
主に1980年代を中心に少女まんがの日常心理の表現技法に影響を残し、三原順「はみだしっ子」にくらもちふさこがモデルであるフーちゃんが登場する。鈴木光明が運営していた三日月塾メンバーのひとりであり、同じく同塾メンバーであった笹尾なおこ（現・笹生那実。入塾およびデビューはくらもちの方が先）と共に美内すずえのアシスタント をしていたことがある。 
くらもちのデビュー前までの少女漫画といえば、舞台が外国とか夢物語のような恋愛、あるいは栄光を目指す根性ものやその他、どこかで一般少女の日常のバランスを離れていくイメージが多かった。しかし、1970年代『りぼん』で陸奥A子などの乙女チックまんがといわれるふつうの女の子の身近な叙情感覚を重視する分野が大きな人気を持った。これと並行して作家として成長したくらもちふさこの作品は、ごく初期の主人公が気弱ながら心をつなげていったり、身近の心理をテーマに展開し、以後もそんな心理描写を中心とした作風を進めている。ストーリーはゆっくりした歩みの中で心理的に読みが深まっていく傾向がある。
初期を中心にミュージシャンなどの芸能ものもあるが、それもほとんど、社会的成功・根性ものとしてでなく、ファン視点など気持ちの交流の話として描かれている。1970年代後期から1980年代中期ごろまでの彼女の作品は、コマ割りの呼吸のような表現と描線による内面描写が大きく発達した時期で、少女漫画の少女まんがらしい表現技法にとって大きな貢献といえる。これは、『りぼん』での乙女チックと言われたものよりドラマチックな面を含む。以後も作風は微妙に発展し続ける。作品を掲載していた集英社『別冊マーガレット』では、1970年代後半にデビューした多田かおる・いくえみ綾などにとどまらず、1990年代には紡木たくと双璧をなす影響を後進に与えている。
1990年代に入ってからは、より挑戦的な作品を発表するようになり、1990年半ばからは活躍の場を『別冊マーガレット』から『コーラス』に移している。そんな中で生まれたのが代表作『天然コケッコー』である。エピソードを積み重ねる演出、直接には表現せず絵から想像させる技法など、一種凝った心理描写を得意とする。1996年には『天然コケッコー』で第20回講談社漫画賞を受賞する。
2012年、『コーラス』から改題した『Cocohana』で活動。
2017年、『花に染む』で第21回手塚治虫文化賞マンガ大賞を受賞。同年、デビュー45周年を記念したムック本が刊行される。2018年、いくえみ綾との二人による原画展が開催される。また、公式アンソロジーである『くらもち本』が刊行される。NHKの連続テレビ小説『半分、青い。』で作品が登場し話題となる。2019年、初の自伝的エッセイを出版した。
2022年にデビュー50周年を迎える記念として、弥生美術館にて原画展「デビュー50周年記念くらもちふさこ展 ―デビュー作から『いつもポケットにショパン』『天然コケッコー』『花に染む』まで―」を開催。また、同記念企画として初の全集となる『くらもちふさこ全集』が同年7月から電子限定で配信開始。

## 年譜
- 1955年5月14日、東京都渋谷区鉢山町に生まれる[15]。
- 1962年 - 渋谷区立猿楽小学校に入学[16]。『いつもポケットにショパン』の主人公が同小学校に通っている。
- 1962年7月、豊島区立駒込小学校に転校[16]。このとき引っ越した駒込の社宅は、『いろはにこんぺいと』のモデルである。
- 1968年 - 豊島区立駒込中学校に入学[16]。
- 1971年 - 豊島岡女子学園高等学校に入学[17]。

「春のおとずれ」で第49回別マまんがスクール佳作を受賞。
「新聞部異状あり」で第51回別マまんがスクール佳作を受賞。三原順、妹の倉持知子も同じく佳作を受賞している。
- 1972年 - 『メガネちゃんのひとりごと』が別マまんがスクール金賞を受賞、『別冊マーガレット』に掲載されデビュー[18]。
- 1974年 - 武蔵野美術大学造形学部に入学し、日本画を専攻[19]。漫画研究会に所属。1979年に中退[20]。
- 1996年 - 『天然コケッコー』で第20回講談社漫画賞を受賞[4]。
- 2017年 - 『花に染む』で第21回手塚治虫文化賞マンガ大賞を受賞[4]。
- 2022年 - デビュー50周年。『くらもちふさこ全集』が電子限定で配信開始[14]。

## 家族・親族

### 倉持家
- 父・長次[21]（実業家、元日本製紙会長）

大正13年（1924年）12月生 - 平成17年（2005年）8月没
- 母（島根県浜田市三隅町出身[22]）
- 妹・知子（倉持知子[4]）

## 作品リスト

### 漫画
- 1972年
  - メガネちゃんのひとりごと（『別冊マーガレット』10月号）
- 1973年 
  - 忘れんぼう（『デラックスマーガレット』冬の号）
  - しあわせを呼ぶ金指輪（『別冊マーガレット』5月号、単行本収録時「金指輪」に改題）
  - ほんの少し好きになること（『デラックスマーガレット』秋の号）
- 1974年 
  - クローバーの国の王子様（『別冊マーガレット』7月号、デビュー作「メガネちゃんのひとりごと」番外編）
  - ジュンのほほえみ（『別冊マーガレット』11月号）
- 1975年 
  - 愛が集まる場所（『別冊マーガレット』3月号）
  - 白いアイドル（『別冊マーガレット』7月号）
    - 青いリサイタル（続編、『別冊マーガレット』11月号）

  - うるわしのメガネちゃん（『別冊マーガレット』9月号）
- 1976年 
  - 雪のなみだ（『別冊マーガレット』1月号）
  - わずか5センチのロック（蘭丸団シリーズ）
    - わずか5センチのロック（『別冊マーガレット』2月号）
    - わずか1/4の冗談（続編、『別冊マーガレット』1977年1月号）
    - わずか1小節のラララ（続編、『別冊マーガレット』1978年4・5月号）
    - わずか45回転のイブ（続編、『別冊マーガレット』1979年12月号）

  - 小さな炎（『別冊マーガレット』4月号）
  - いちごの五月館（『別冊マーガレット』5月号）
  - SCENE105-破られた台本-（『別冊マーガレット』7月号）
  - 赤いガラス窓（『別冊マーガレット』8・9月号）
  - 青いチューリップ（『別冊マーガレット』9月号）
  - スターライト（『別冊マーガレット』11月号、「糸のきらめき」の後日談）
  - シリアスの鏡（『別冊マーガレット』12月号）
- 1977年 
  - 冬・春・あなた（『別冊マーガレット』2月号）
  - 学生会議の森（『別冊マーガレット』4月号）
  - 出雲のミコトストーリー（『別冊マーガレット』5月号）
  - マジパンデート（『別冊マーガレット』8月号）
  - 糸のきらめき（『別冊マーガレット』9・10月号）
  - サッカー一座と野球をする日（『別冊マーガレット』11月号）
  - メリー・ロバスマス（『別冊マーガレット』12月号）
- 1978年 
  - 冬の微笑（『別冊マーガレット』1月号）
  - 一枚の年輪（『別冊マーガレット』7月号）
  - おしゃべり階段
    1. 中学2年生「きゃっ まぶしい!!」（『別冊マーガレット』9月号）
    2. 中学3年生「線のくせ」（『別冊マーガレット』10月号）
    3. 高校1年生「だれかに似た人」（『別冊マーガレット』11月号）
    4. 高校2年生「制服はやめてくれ」（『別冊マーガレット』12月号）
    5. 高校3年生「とうふ にんにく とんがら し」（『別冊マーガレット』1979年1月号）
    6. 高校3年生「ほおは健康的に」（『別冊マーガレット』1979年2月号）
    7. 予備校生「あたし」（『別冊マーガレット』1979年3月号）
    8. まゆをつけたピカデリー（『別冊マーガレット』1979年4月号）
- 1979年
  - 転校120日目（『別冊マーガレット』7月号）
  - 100Mのスナップ（『別冊マーガレット』9・10月号）
  - おもちゃのチャチャチャ（『別冊マーガレット』11月号）
- 1980年
  - いつもポケットにショパン（『別冊マーガレット』2月号 - 1981年7月号）
- 1981年 
  - 銀の糸金の針（『別冊マーガレット』9・10月号）
  - ハリウッド・ゲーム（『別冊マーガレット』12月号 - 82年5月号）
- 1982年 
  - 7月ぼくはやさしい（『別冊マーガレット』8月号）
  - いろはにこんぺいと（『別冊マーガレット』9月号 - 1983年4月号）
  - 迷い娘と7人の小人（『別冊マーガレット』11月号）
- 1983年
  - こんぺいと・は・あまい（『別冊マーガレット』6月号）
  - 東京のカサノバ（『別冊マーガレット』8月号 - 1984年5月号）
    - 東京のシュラバ（1985年『くらもちふさこの本』）
- 1984年
  - A-Girl（『別冊マーガレット』7月号 - 12月号）
- 1985年
  - セルロイドのドア（『別冊マーガレット』2月号）
  - アンコールが3回（『別冊マーガレット』4月号 - 86年3月号）
- 1986年
  - Kiss+πr2
    - 「たいへんおまたせしました」（『別冊マーガレット』5月号）
    - Kiss+πr2（『別冊マーガレット』7月号 - 1987年1月号）
- 1987年
  - タイムテーブル
    1. タイムテーブル（『別冊マーガレット』4月号）
    2. タイムテーブルII（『別冊マーガレット』1988年4月号）
    3. タイムテーブルIII（『別冊マーガレット』1988年9月号）

  - 千花ちゃんちはふつう（『別冊マーガレット』6月号 - 1988年1月号）
- 1988年
  - アリババ ネコババ（『別冊マーガレット』5・7月号）
  - 海の天辺（『別冊マーガレット』12月号 - 1990年3月号）
- 1990年 
  - チープスリル（『別冊マーガレット』8 - 10月号・1991年1・3・5・7・9月号・1992年1 - 4月号）
- 1992年 
  - 百年の恋も覚めてしまう（ザ マーガレット特別編集2月増刊『コーラス』）
  - おばけたんご（『別冊マーガレット』10月号 - 1993年1月号
    - あこちゃんの日記（番外編、単行本『おばけたんご』に書き下ろし）
- 1993年 
  - プライベート・パズル（『くらもちふさこ選集 第4巻 糸のきらめき』に書き下ろし）
  - NO, NO, YES（ザ マーガレット特別編集4月増刊『コーラス』No.2）
  - 性格の良い大沢くん（ザ マーガレット特別編集10月増刊『コーラス』No.3、「天然コケッコー」の前編）
- 1994年
  - 天然コケッコー（『コーラス』7月号 - 2000年11月号）
- 1996年
  - ダブルフェイス（『ぶ〜け』2月号）
  - さっちゃん（YOU6月増刊『ほっぺにチュ』1号）
  - パラパラ（『コーラス』12月号）
- 2001年
  - α（『コーラス』3月号 - 2003年2月号）
- 2002年
  - Knock down すてきなネット・ジャンクション（『mangaOMO!』）
- 2003年
  - コネクト2204（『コーラス』7月号）
- 2004年
  - 月のパルス（『コーラス』2・4月号 - 2005年4月号）
- 2005年
  - 駅から5分（『コーラス』8・12月号、2006年2月号）
- 2010年
  - 花に染む（『コーラス』3月号 - 2011年10月号（第1部））
- 2012年
  - asエリス（『Cocohana』2月号 - 10月号）
- 2021年
  - 空を歩く（『Cocohana』2022年2月号[23]）

### 挿画
- 小西康陽「きみになりたい。」（2004年 アルバムジャケット）
- 北川悦吏子「オレンジデイズ」（2004年 表紙イラスト）
- 柴崎友香「星よりひそかに」（2014年 表紙イラスト）

### 作詞
- 銀色のクレッセント（1981年レコード・アニメ「糸のきらめき」に収録。作曲：西村栄治）
- A-Girl（1985年 ちわきまゆみ「JEWELS」に収録、作曲は吉田仁）
- LITTLE SUSIE（1986年 ちわきまゆみ「Angel-WeAre Beautiful」に収録、作曲は吉田仁）

### 画集
- 『THE くらもちふさこ デビュー50周年記念画集』集英社、2022年1月25日発売[24]、ISBN 978-4-08-792082-6

## 作品提供

### レコード
- いつもポケットにショパン（1980年 日本フォノグラム）

脚本：仲倉重郎／プロデューサー：市川武／出演：小原乃梨子、富山敬、吉田理保子、清水マリ
- いつもポケットにショパン 愛のソナタ 完結編（1981年 日本フォノグラム）

脚本：仲倉重郎／プロデューサー：市川武／出演：富山敬、吉田理保子、清水マリ、山田俊司、辻村真人
- 糸のきらめき（1981年 日本フォノグラム）

脚本：仲倉重郎／音楽：西村栄二／声優:麻上洋子、石丸博也、清水マリ、山田俊司、歌：大橋美加
- いつもポケットにショパン 総集編（1982年 日本フォノグラム）

脚本：仲倉重郎／プロデューサー：市川武／出演：小原乃梨子、富山敬、吉田理保子、清水マリ、山田俊二、辻村真人
- 冬・春・あなた くらもちふさこ小品集（1982年 日本フォノグラム）

脚本：仲倉重郎／出演：麻上洋子、水島裕、秋山るな
- いろはにこんぺいと（1983年 日本フォノグラム）

脚本：仲倉重郎／出演：島津冴子、水島裕、小原乃梨子、中尾隆聖、吉田理保子、島俊介、近藤多佳子、森哲雄
- わずか1小節のラララ（1983年 日本フォノグラム）

脚本：仲倉重郎／音楽：西村栄二、ACTION!／出演：戸田恵子、井上和彦、内田直哉、鵜飼るみ子、中尾隆盛、豊田信次、山形ユキオ、関俊彦、平賀あけみ／演奏：ACTION!、ZELDA
- 東京のカサノバ（1984年 日本フォノグラム）

脚本：仲倉重郎／音楽：西村栄二／出演：麻上洋子、水島裕、室井深雪、鵜飼るみ子、吉田理保子、小原乃梨子、井上和彦、芝田清子、植竹真子

### CD
- A-Girl（1993年 ビクターエンタテインメント）

OVAのサウンドトラック盤

### OVA
- A-Girl（1993年 ビクターエンタテインメント）

製作：安齋富夫／監督：高坂希太郎／音楽：岡田徹

### 劇中漫画
- 連続テレビ小説 半分、青い。（2018年、NHK）[25]

劇中には『いつもポケットにショパン』など実在の作品名が登場するが、作者の役名は「秋風羽織」（演・豊川悦司）となっている。